# Ostrzeszewo (Sochaczew)
Ostrzeszewo – część miasta Sochaczewa w województwie mazowieckim. Leży w północnej części miasta, wzdłuż południowego odcinka ulicy Wyszogrodzkiej i jej bocznic: Kilińskiego, Wyspiańskiego, Bolesława Krzywoustego i Jedwabniczej. W latach 1954–1976 w granicach Chodakowa.
W południowej części Ostrzeszewa rozpościera się utworzony w 1927 roku obszar przemysłowy na Chodakowie.

## Historia
Dawniej samodzielna wieś. Od 1867 w gminie Chodaków w powiecie sochaczewskim. W okresie międzywojennym należała do woj. warszawskiego; W 1921 roku liczba mieszkańców wynosiła 80. 20 października 1933 utworzono gromadę Ostrzeszewo w granicach gminy Chodaków, składającą się z wsi Ostrzeszewo, fabryki Chodaków, folwarku Chodaków, młyna Chodaków i osady fabrycznej Chodaków.
Podczas II wojny światowej w Generalnym Gubernatorstwie, w dystrykcie warszawskim (Landkreis Sochaczew). W 1943 mieјscowość liczyła 1642 mieszkańców.
Po wojnie Ostrzeszewo powróciło do powiatu sochaczewskigo w woj. warszawskim jako jedna z 48 gromad gminy Chodaków. 
W związku z reorganizacją administracji wiejskiej jesienią 1954, Ostrzeszewo weszło w skład nowej gromady Chodaków. 13 listopada 1954, po pięciu tygodniach, gromadę Chodaków zniesiono w związku z nadaniem jej statusu osiedla, w związku z czym Ostrzeszewo stało się integralną częścią osiedla Chodakowa, a po nadaniu osiedlu Chodaków statusu miasta 1 stycznia 1967 – częścią miasta Chodakowa.
1 stycznia 1977 miasto Chodaków włączono do Sochaczewa, przez co Ostrzeszewo stało się integralną częścią Sochaczewa.
Nazwa nie występuje w systemie TERYT.